# دانشگاه اقیانوس سری‌لانکا
دانشگاه اقیانوس سری‌لانکا (به لاتین: Ocean University of Sri Lanka) یک دانشگاه در سری‌لانکا است.